# Conchita Bardem
Conchita Bardem Faust (Barcelona; 3 de marzo de 1918 - ib.; 15 de abril de 2008) fue una actriz de teatro y de cine española.
Era la sobrina de los actores Rafael Bardem y Matilde Muñoz Sampedro. También era prima primera del director de cine Juan Antonio Bardem Muñoz y de la también actriz de cine Pilar Bardem Muñoz.

## Teatro
- 1943. Las siete vidas del gato, de Enrique Jardiel Poncela. Estrenada en el Teatro Borrás de Barcelona.
- 1955. Antígona de Sófocles, adaptación de José María Pemán. En el personaje deIsmene.
- 1963. Don Joan de Ferran Soldevila. Estrenada en el teatre Romea, de Barcelona.
- 1969. La amante de Joaquín Calvo Sotelo, estrenada en el Teatro Moratín, de Barcelona.
- 1981  El apagón  (1981), de Peter Shaffer.
- 1985. La pregunta perduda o el corral del lleó, de Joan Brossa. Estrenada en el teatro Romea, de Barcelona.
- 1986. Per un si o per un no, de Nathalie Sarraute. Estrenada en el teatro Poliorama, de Barcelona.
- 1990. Les tres germanes de Anton Chejov. Estrenada al teatre Poliorama, de Barcelona.
- 1995. Arsènic i puntes de coixí, de Joseph Kesselring. Dirección de Anna Lizaran

## Filmografía
| Año  | Título                                      | Personaje                    | Dirección                           |
| ---- | ------------------------------------------- | ---------------------------- | ----------------------------------- |
| 1943 | Cuando pasa el amor                         |                              | Juan López de Valcárcel             |
| 1968 | El príncipe y la huerfanita                 |                              | Pedro Costa                         |
| 1970 | La larga agonía de los peces fuera del agua |                              | Jaime Camino                        |
| 1970 | El certificado                              |                              | Vicente Lluch                       |
| 1976 | Las largas vacaciones del 36                | Doña Ramona                  | Jaime Camino                        |
| 1976 | Libertad provisional                        | Julia                        | Roberto Bodegas                     |
| 1977 | La oscura historia de la prima Montse       | Madre de Montse              | Jordi Cadena                        |
| 1977 | Pubertad, adolescencia, la edad difícil     |                              | Alfonso Balcázar                    |
| 1978 | Alicia en la España de las maravillas       | Alicia de mayor              | Jorge Feliu                         |
| 1978 | Vámonos, Bárbara                            | Madre de Ana                 | Cecilia Bartolomé                   |
| 1978 | Una mariposa sobre la espalda               | Recepcionista Hotel Gran Vía | Jacques Deray                       |
| 1983 | Bearn o la sala de las muñecas              | Mado Francina                | Jaime Chávarri                      |
| 1983 | Un genio en apuros                          | Madre de Durán               | Lluis Josep Comerón                 |
| 1986 | Estimada Loreto                             |                              | Sergi Schaaff                       |
| 1987 | Lorca, muerte de un poeta                   | Tía Luisa                    | Juan Antonio Bardem Muñoz           |
| 1987 | Barrios Altos                               | Madre                        | Luis García Berlanga                |
| 1988 | Per un sí o per un no                       |                              | Simone Benmussa y Lluís Maria Güell |
| 1989 | Lorenzaccio                                 |                              | Josep Maria Flotats                 |
| 1991 | Les tres germanes                           |                              | Pierre Romans                       |
| 1992 | La fiebre del oro                           | Doña Mónica Tiú              | Gonzalo Herralde                    |
| 1995 | Arsènic i puntes de coixí                   | Martha Brewster              | Enric Banqué y Anna Lizaran         |
| 1998 | El pianista                                 | Sra. Carmeta                 | Mario Gas                           |

## Televisión
| - Vostè mateix - L'habitació buida (20 de junio de 1993) - La Granja, menjars casolans - - Temporada 2, episodio 2 (12 de octubre de 1990) - Temporada 2, episodio 4 (26 de octubre de 1990) - Temporada 2, episodio 5 (2 de noviembre de 1990) - Temporada 2, episodio 8 (23 de noviembre de 1990) - Temporada 2, episodio 9 (30 de noviembre de 1990) - Temporada 2, episodio 11 (14 de diciembre de 1990) - Temporada 2, episodio 12 (21 de diciembre de 1990) - Temporada 2, episodio 13 (28 de diciembre de 1990) - Temporada 2, episodio 17 (25 de enero de 1991) - Temporada 2, episodio 18 (1 de febrero de 1991) - Temporada 2, episodio 19 (8 de febrero de 1991) - Temporada 2, episodio 20 (15 de febrero de 1991) - Temporada 2, episodio 24 (15 de marzo de 1991) - Temporada 2, episodio 25 (22 de marzo de 1991) - Temporada 2, episodio 26 (29 de marzo de 1991) - Temporada 2, episodio 29 (19 de abril de 1991) - Temporada 2, episodio 30 (26 de abril de 1991) - Temporada 2, episodio 39 (28 de junio de 1991) - Temporada 3, episodio 3 (18 de octubre de 1991) - Temporada 3, episodio 5 (1 de noviembre de 1991) - Temporada 3, episodio 6 (8 de noviembre de 1991) - Temporada 3, episodio 8 (22 de noviembre de 1991) - Temporada 3, episodio 9 (29 de noviembre de 1991) - Temporada 3, episodio 12 (20 de diciembre de 1991) - Temporada 3, episodio 17 (24 de enero de 1992) - Temporada 3, episodio 20 (14 de febrero de 1992) - Temporada 3, episodio 23 (6 de marzo de 1992) - Temporada 3, episodio 24 (13 de marzo de 1992) - Temporada 3, episodio 28 (10 de abril de 1992) - Temporada 3, episodio 29 (17 de abril de 1992) - Temporada 3, episodio 32 (8 de mayo de 1992) - Temporada 3, episodio 33 (15 de mayo de 1992) - Temporada 3, episodio 34 (22 de mayo de 1992) - Temporada 3, episodio 35 (29 de mayo de 1992) - Temporada 3, episodio 39 (26 de junio de 1992) - L'avi Bernat - Episodio 12 (29 de noviembre de 1989) - Lorenzaccio (Película de televisión), (1989) - Lorca, muerte de un poeta - La muerte (1936) (1 de enero de 1988) - Vida privada - Episodio 1 (12 de noviembre de 1987) - Episodio 2 (19 de noviembre de 1987) - Episodio 3 (26 de noviembre de 1987) - Episodio 4 (3 de diciembre de 1987) - Dúplex per llogar - El sopar (9 de mayo de 1987) - El xou de la família Pera - Temporada 2, episodio 1 (3 de noviembre de 1984) - Temporada 2, episodio 2 (10 de noviembre de 1984) - Temporada 2, episodio 3 (17 de noviembre de 1984) - Temporada 2, episodio 4 (1 de diciembre de 1984) - Temporada 2, episodio 5 (8 de diciembre de 1984) - Temporada 2, episodio 6 (22 de diciembre de 1984) - Temporada 2, episodio 7 (19 de febrero de 1985) - Temporada 2, episodio 8 (5 de marzo de 1985) - Temporada 2, episodio 9 (12 de marzo de 1985) - Temporada 2, episodio 10 (19 de marzo de 1985) - Temporada 2, episodio 11 (26 de marzo de 1985) - Temporada 2, episodio 12 (2 de abril de 1985) - Temporada 2, episodio 13 (9 de abril de 1985) - Teatre - Cinc minuts (11 de junio de 1984) - La pregunta perduda, o el corral del lleó (31 de marzo de 1986) - Gran teatre - La cinglera de la mort (10 de diciembre de 1980) - El Cafè de la Marina (18 de marzo de 1981) - Novel•la - Cambres barrades (12 de noviembre de 1979) - El caçador invisible (7 de enero de 1980) - Vegetal (4 de febrero de 1980) - Sempre que vulguis (7 de abril de 1980) - Sempre que vulguis II (8 de abril de 1980) - Sempre que vulguis III (9 de abril de 1980) - Sempre que vulguis IV (10 de abril de 1980) - Taller de comèdies - Ismené. Es vera que ens capolen el desig? (24 de marzo de 1977) - La señora García se confiesa - Virginidad (16 de noviembre de 1976) - La saga de los Rius - Episodio 1 (7 de noviembre de 1976) - Episodio 2 (14 de noviembre de 1976) - Episodio 3 (21 de noviembre de 1976) - Episodio 4 (28 de noviembre de 1976) - Teatro Club - Campanadas sin eco (7 de septiembre de 1976) | - - Sonata de espectros (19 de octubre de 1976) - Grandeza y miseria de Minette, la bella Lorena (21 de noviembre de 1976) - La rosa de papel (18 de marzo de 1977) - Estudio 1 - El alma se serena (8 de septiembre de 1975) - Carta de París (14 de octubre de 1979) - Fedra (23 de enero de 1981) - El abanico de Lady Windermere (6 de febrero de 1981) - Los peces rojos (16 de octubre de 1981) - El tragaluz (1 de marzo de 1982) - Original - A oscuras con Soledad (22 de abril de 1975) - La mancha roja (8 de julio de 1975) - Locura y ceremonia para una resurrección (5 de diciembre de 1976) - Un resquicio para el diálogo (2 de octubre de 1977) - Palabras cruzadas - La venganza de Tapauá (1 de enero de 1975) - El crimen (15 de enero de 1975) - El llanto de los siglos que se acaban (22 de enero de 1975) - La solitaria vida de Soledad Sola (29 de septiembre de 1975) - Lletres catalanes - Pilar Prim (26 de febrero de 1974) - Fanny (30 de julio de 1974) - Onades sobre una roca deserta (26 de mayo de 1975) - Una vella coneguda olor (1975) - Salomé (21 de febrero de 1977) - Un lloc entre els morts (25 de mayo de 1977) - L'ombra de l'escorpí (27 de junio de 1977) - Ficciones - Tiempo infinito (23 de diciembre de 1971) - La historia de Leonora y Beatriz (23 de marzo de 1972) - El vigilante (27 de julio de 1972) - Clara Milich (17 de agosto de 1972) - La dama del cuadro (31 de agosto de 1972) - Viaje a otros mundos (5 de octubre de 1972) - La nariz (23 de junio de 1973) - El ilustre hechicero (4 de agosto de 1973) - El rescate del jefe indio (6 de octubre de 1973) - El invisible Horla (27 de octubre de 1973) - Wakefield (10 de noviembre de 1973) - El Castillo de Rackrent (19 de enero de 1974) - La muerta enamorada (2 de febrero de 1974) - Cuatro entrevistas (9 de febrero de 1974) - Datura fastuosa (14 de abril de 1974) - La fortuna de Peter Crawford (6 de mayo de 1974) - Investigación sentimental (9 de septiembre de 1974) - Corazón débil (23 de septiembre de 1974) - Sospecha - La quinta víctima (16 de noviembre de 1970) - La Desconfiada Tía Ellen (27 de febrero de 1971) - Teatro catalán - La vetlla dels morts (27 de octubre de 1970) - La baldirona (22 de agosto de 1972) - Els zin-calós (31 de octubre de 1972) - Pequeño estudio - La escalera (23 de agosto de 1970) - Hora once - Jacobo o la sumisión (16 de marzo de 1969) - Un corazón débil (24 de abril de 1970) - Teatro de siempre - Romeo y Julieta (22 de diciembre de 1967) - Autores invitados - Santa Baldina 37 (21 de septiembre de 1967) - Novela - El fantasma de Canterville (3 de agosto de 1964) - La tempestad en el vaso (21 de octubre de 1968) - Cómo se casó Manolo (4 de enero de 1969) - El conde de Montecristo VII (15 de octubre de 1969) - El conde de Montecristo XV (29 de octubre de 1969) - El río que nace en junio (27 de julio de 1970) - Papá Goriot (14 de junio de 1971). - El fantasma de Canterville II (23 de noviembre de 1971) - El fantasma de Canterville V (26 de noviembre de 1971) - El pesimista corregido (13 de diciembre de 1971) - Cinco Navidades de Charles Dickens (25 de diciembre de 1972) - Cinco Navidades de Charles Dickens II (26 de diciembre de 1972) - Amor de perdición (28 de mayo de 1973) - Tierra para morir (1 de julio de 1974) - La solitaria vida de Soledad Sola (29 de septiembre de 1975) - Bearn, o la sala de las muñecas X (29 de abril de 1976) - Bearn, o la sala de las muñecas XI (3 de mayo de 1976) - Bearn, o la sala de las muñecas XVI (10 de mayo de 1976) - El idiota (25 de octubre de 1976) - El idiota XV (12 de noviembre de 1976) - El idiota XVIII (17 de noviembre de 1976) |